# Heiligste Regerende Synode

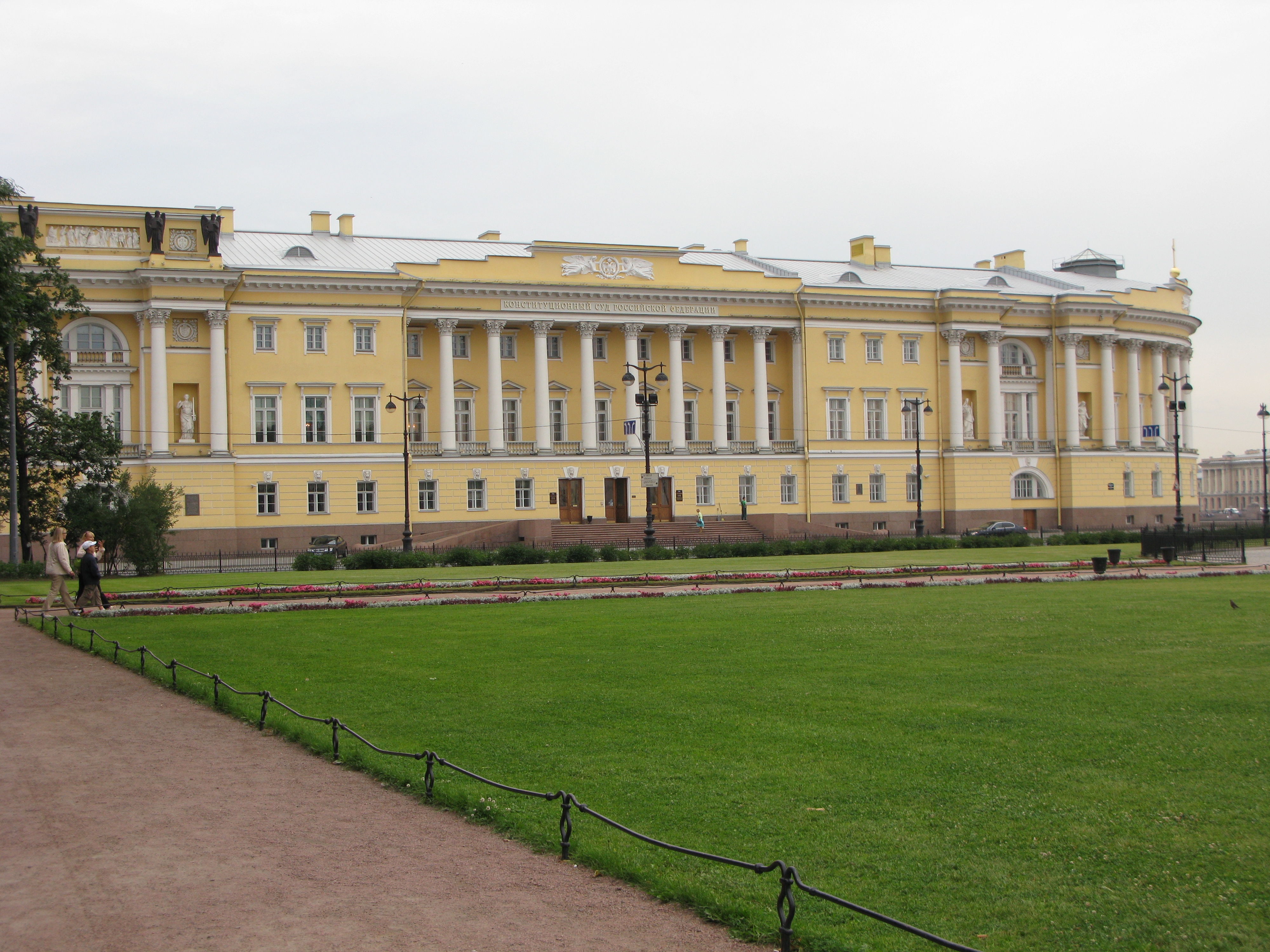
Zetel van de Heiligste Regerende Synode te Sint-Petersburg

De Heiligste Regerende Synode (Russisch: Святейший Правительствующий Синод; Svjatejsji Pravitelstvoejoesjtsjij Sinod) of Apostolische Regerende Synode (Russisch: Апостольский управляющий Синод, Apostolskiij oepravlijaijoeshchij Sinod), was de hoogste instantie van de Russisch-Orthodoxe Kerk van 1721 tot 1918. In 1721 stelde Tsaar Peter de Grote het Geestelijk College in, dat later vervangen werd door de Heiligste Regerende Synode, een kerkelijk lichaam dat geen precedent in de Russische geschiedenis had en niet gebaseerd was op orthodox canoniek recht, maar dat naar Duits luthers model gevormd en een kopie van de protestantse kerkelijke synodes in Duitsland was. Toch verkreeg Peter de Grote voor deze nieuwe bestuursvorm, behalve van de patriarch van Antiochië, de instemming van alle orthodoxe patriarchen. Deze aan de orthodoxe kerkleer tegengestelde toestand zou tot 1917 voortduren, toen het patriarchaat hersteld werd.

## Aanleiding
Tijdens de regering van Peter de Grote werd de Russisch-orthodoxe Kerk hervormd. Hij was een tegenstander van de Russische tradities en hij probeerde op een verbeten en tirannieke wijze Rusland te verwesteren. Hij wist dat de kerk zijn eigenlijke tegenstander was en hem zou belemmeren bij zijn verwestering van Rusland.
Peter wilde de kerk onderwerpen aan de staat. Hij had het vormen van een Russische theocratie voor ogen waarin de tsaar een centrale rol was toebedeeld. De traditionele leider van de kerk was de patriarch van Moskou. Toen patriarch Adriaan in 1700 stierf en deze functie vacant werd, liet Peter het verkiezen van een nieuwe patriarch verbieden. Hij verbood de aanstelling van een nieuwe Patriarch (hoofd van de Russisch-Orthodoxe Kerk) in 1700. De kerk werd bestuurd door de coadjutor (of plaatsvervanger) de metropoliet Stefan Javorskij (1658-1722). Hij werd locum tenens en sympathiseerde aanvankelijk met de kerkpolitiek van de tsaar en handelde zoals deze verlangde. Later ging Javorskij zich verzetten tegen de opzet van Peter om van de kerk een instrument te maken voor het staatsgezag. Eenentwintig jaar later, in 1721, volgde Peter het advies op van Aartsbisschop Feofan (Theophanos) Prokopovitsj van Pskov (Kiev, 18 juni 1681 - Sint-Petersburg, 19 september 1736). Hij was de geestelijke vader van de nieuwe kerkelijke organisatie die in 1721 werd ingevoerd. En beïnvloed door het Duitse protestantisme en door zijn verlangen om de onafhankelijkheid van de Kerk te verminderen laat hij in 1721 het patriarchaat van Moskou afschaffen. Het geestelijke hoofd van de Russisch-orthodoxe Kerk heette voortaan weer metropoliet van Moskou, waardoor de kerk terugkeerde naar de situatie van voor de instelling van het patriarchaat in 1589. Peter stelde de kerk officieel onder staatsgezag en het opperste bestuur van de kerk werd toevertrouwd aan een college dat Heilige synode werd genoemd, met de tsaar als opperste leider. Stefan Javorskij werd de eerste voorzitter van deze synode. Toen hij in 1722 stierf, verscheen het "Geestelijk Reglement". In het vervolg werd de kerk niet door één man, de patriarch, bestuurd, maar door de Heiligste Regerende Synode.
Deze synode, werd gecreëerd door het Geestelijk Reglement, ondertekend op 25 januari 1721. Onder de verordeningen werd een raad van geselecteerde geestelijken opgericht die de taken van de patriarch overnam. De verordeningen waren blijkbaar voornamelijk geschreven door aartsbisschop Feofan Prokopovitsj. In 1722 werd de synode geplaatst onder leiding van een lekenleider of Oberprokuror van de heilige synode die toezicht hield op de activiteiten van de synode. Terwijl de nieuwe organisatie binnen het conciliaire principe van de orthodoxe kerk viel en overeenstemming had gekregen van de oostelijke patriarchen, volgde deze verandering in het kerkelijke bestuur de westerse tradities, zoals de meeste hervormingen van Peter I in Rusland.

## Opperprocureur
Vergaderingen van de synode werden niet bijgewoond door de tsaar zelf, maar om dit nieuwe orgaan geheel naar zijn hand te kunnen zetten, stelde hij een opperprocureur (deze nieuwe functie werd aangeduid met de Duitse naam oberprokuror Russisch: обер-прокурор), van de synode aan, een wereldlijke door de tsaar benoemde regeringsambtenaar, die het ‘wakend oog en oor’ van de tsaar zou zijn. Hij was in feite het lekenhoofd van de Russisch-orthodoxe Kerk. De opperprocureur was vaak een generaal die meestal niet geïnteresseerd was in de Russisch-orthodoxe Kerk. De opperprocureur was geen lid van de synode en geen lid van de geestelijkheid en alhoewel hij aan een aparte tafel zat en geen deel nam aan de besprekingen, bepaalde hij de agenda en elk besluit moest hij goedkeuren. Hierdoor had hij in de praktijk grote macht wat betreft zaken die over de kerk gingen en niets kon zonder zijn voorkennis besloten worden. Hij was in werkelijkheid, maar niet in naam, een "minister voor Godsdienst". Daarom stond hij in rang gelijk aan een minister en was hij lid van het Comité van ministers. Deze functie bestond van 1722 tot 1917.
Het Russische woord prokuror heeft ook de betekenis van de officier van justitie/aanklager.

## Leden
Alle leden werden benoemd door de tsaar, hij koos persoonlijk de leden van de synode uit een lijst van hoger geplaatste monniken en geestelijken van degenen die door de procureur waren aanbevolen.  De Synode bestond uit een raad van 10 tot 12 geestelijken met een voorzitter (de eerste voorzitter was metropoliet Stefan Javorskij), twee vicevoorzitters (aartsbisschop Feofan (Theophanos) Prokopowitsj en aartsbisschop Feofilact (Lopatinskij) van Tver). Verder bestond de synode uit zeven of acht permanente leden, die voor het leven werden benoemd, en vier tot acht tijdelijke leden. De Synode was deels samengesteld uit geestelijken (drie van hen waren bisschoppen en de rest werd aangetrokken uit de hegoumens van kloosters of van de gehuwde geestelijkheid) en deels uit leken. Onder hen waren de metropolieten uit Sint-Petersburg, Moskou en Kiev en de exarch van Georgië. Er waren vier aartsbisschoppen, zes archimandrieten en twee aartspriesters. Oorspronkelijk waren dit twaalf leden uit de geestelijkheid, maar het aantal werd constant veranderd door de tsaren.
De metropoliet van Sint-Petersburg had meestal een speciale positie in de synode. Alleen hij had het recht om vragen te stellen, meningen van de synode bekend te maken en commissies en comités voor kerkaangelegenheden voor te zitten. Meestal werd de overplaatsing van leden van de hogere geestelijkheid ter goedkeuring aan hem voorgelegd.

## Uitvoering besluiten
Er kon nauwelijks tot niets ondernomen worden zonder voorafgaande toestemming van de diocesane administratie (Духовная контора, doechovnaja kontora; "geestelijk bureau"). Haar secretaris was een burgerfunctionaris, die rechtstreeks afhankelijk was van de opperprocureur.
Het kerkelijk werk van de synode werd uitgevoerd door een kantoor van de synode dat werd geleid door de hoofdsecretaris. Naarmate de activiteiten van de oberprokuror in de negentiende eeuw groeiden en opdringeriger werden, werd er in 1836 een onafhankelijk bureau voor hem opgericht. De belangrijkste procureurs waren Graaf Nikolaas Protasov, van 1836 tot 1855, en Konstantin Pobedonostsev, van 1880 tot 1905.
In de 19e eeuw waren alle bisschoppen en priesters verplicht om regelmatig de geschreven tekst van hun preken voor te leggen aan de kerkelijke censuur.

## Einde van de synode
Na de troonsafstand van tsaar Nicolaas II van Rusland tijdens de Februarirevolutie van 1917 werden de instellingen van de synode tijdens de gebeurtenissen van dit jaar afgeschaft. Begin maart 1917 werden alle leden van de synode (acht bisschoppen en twee priesters) die door de tsaar waren aangesteld door de hoofdprocureur, Vladimir Lvov, ontheven van hun functie als reactionaire overblijfselen van het tsaristische tijdperk. Een nieuwe synode van bisschoppen werd gekozen door de kerkelijke hiërarchie en geïnstalleerd. Slechts één bisschop van de vorige synode werd gekozen voor de nieuwe synode, aartsbisschop Sergius van Finland en Vyborg. De nieuwe synode, van vier bisschoppen en vier priesters, kreeg de taak van procureur Lvov om in augustus 1917 het Lokale concilie van de Russisch-orthodoxe kerk bijeen te roepen. Tijdens de voorlopige regering was de een na laatste oberprokuror Lvov en de laatste oberprokuror Anton Kartashev.
Toen de legitimiteit van de opheffing van de oude synode in augustus 1917 vlak voor het concilie ter discussie kwam, werden deze vragen terzijde geschoven onder het toezicht van Lvov en Kartashev. Professor Nikolai Koeznetsov geloofde dat er een reëel gevaar bestond dat de Heilige Synode, zou veranderen in een eenvoudig adviesorgaan onder de Patriarch, wat ook een vermindering van de rechten van bisschoppen, leden van de synode, zou betekenen. Maar de kwestie werd urgent vlak nadat de Bolsjewieken op 25 oktober de macht in Petrograd hadden overgenomen. Drie dagen later op 28 oktober (O.S.) werden de debatten opgeschort en werd de beslissing genomen om het Patriarchaat van de Russisch-Orthodoxe Kerk te herstellen. Met de verkiezing op 5 november 1917 van Tichon van Moskou als patriarch van het herstelde Patriarchaat kwam er een einde aan de Apostolische Regeringssynode, die was ingesteld door tsaar Peter I als het besturende lichaam van de Kerk van Rusland.

## Hervormingen
Een groot deel van de kerkelijke bezittingen werd door Tsaar Peter de Grote geconfisqueerd en de geestelijkheid ontving hun salaris in het vervolg van de staat.
De tsaar was een tegenstander van de monniken, die hij als luiaards, klaplopers en parasieten beschouwde en aan wie hij voor een groot gedeelte de schuld gaf voor de impopulariteit van zijn hervormingen bij het Russische volk. Peter vaardigde daarom een wet uit die bepaalde dat een Russische man of vrouw het klooster niet in kon gaan voordat hij of zij 50 jaar geworden was. Hij vond dat te veel vaardige Russische mannen in beslag werden genomen door het werk voor de kerk, en daardoor niet beschikbaar waren voor zijn nieuwe en verbeterde leger. Hij besloot daarom dat er geen nieuwe kloosters gesticht mochten worden zonder speciale toestemming, dat het aantal kloosters en monniken zo veel mogelijk moest worden verminderd en dat de kloosters aan een strenge controle moesten worden onderworpen. Hij ontnam de kloosters hun inkomsten en beperkte het aantal monniken. Het aantal kloosters en hun omvang werden aan regels gebonden. De monniken en de monialen kregen, geheel in de geest van de tijd, nuttige taken opgelegd, zoals diakonie: de zorg voor wezen en zieken en het uitoefenen van ambachten. Er waren toen in Rusland veel monniken die van het ene klooster naar het andere trokken en een zwerversbestaan leidden. Peter verbood dit en het kluizenaar (heremiet) zijn verbood hij ook; in de kloosters werd een strenge discipline ingevoerd en de abten kregen een grotere macht over de kloosterlingen. 
In het Rusland van de 18e eeuw werden maar weinig mensen (mannen en vrouwen) ouder dan 50 jaar. Daardoor werden maar weinig mannen tijdens Peters regering monnik; dit leidde tot een teruggang in de Russische Kerk. Later besloot Peter dat de kerk alleen mocht zorgen voor het geestelijk welzijn van het volk, de staat zou voortaan de diaconale zorg voor zijn rekening nemen.
Ook de opvolgers van Peter de Grote, met name Catharina de Grote, sloten veel kloosters en namen maatregelen die de kerk van haar middelen van bestaan beroofde. De kerk verarmde en kon haar diaconale taken ook daarom niet langer vervullen. Pas aan het einde van de 19e en het begin van de 20e eeuw kon de kerk deze taak geleidelijk aan weer op zich nemen.

## Trivia
In de huidige Russisch-Orthodoxe Kerk is de Heilige Synode (Russisch:Священный синод, Svjatejsji Sinod) het hoogste bestuurlijke orgaan van de kerk. Het hoofd en de voorzitter hiervan is de patriarch.
In alle Orthodoxe Kerken heet de vergadering van het episcopaat, het hoogste kerkelijke bestuursorgaan dat de kerk bestuurt, Heilige Synode.